# Нова Вас-при-Мокрицях
Нова Вас-при-Мокрицях (словен. Nova vas pri Mokricah) — поселення в общині Брежиці, Споднєпосавський регіон, Словенія. Висота над рівнем моря: 169,5 м.